# 君のいない夜なんて
「君のいない夜なんて」（きみのいないよるなんて）は、1995年8月23日に発売された鈴木康博の15作目のシングル。

## 解説
アルバム『それぞれの街角で』からの先行シングル。
「君のいない夜なんて」はテレビ東京系『TVチャンピオン』エンディングテーマ。

## 収録曲
| 全作曲: 鈴木康博。 |                                                                          |                        |            |                  |
| #                  | タイトル                                                                 | 作詞                   | 作曲・編曲 | 編曲             |
| 1.                 | 「君のいない夜なんて」(テレビ東京系『TVチャンピオン』エンディングテーマ) | さとうみかこ・鈴木康博 | 鈴木康博   | 鈴木康博・鷹羽仁 |
| 2.                 | 「出発を決めるために」                                                   | 鈴木康博               | 鈴木康博   | 鈴木康博         |
| 3.                 | 「君のいない夜なんて（オリジナル・カラオケ）」                           |                        | 鈴木康博   |                  |